# Putra-moskén

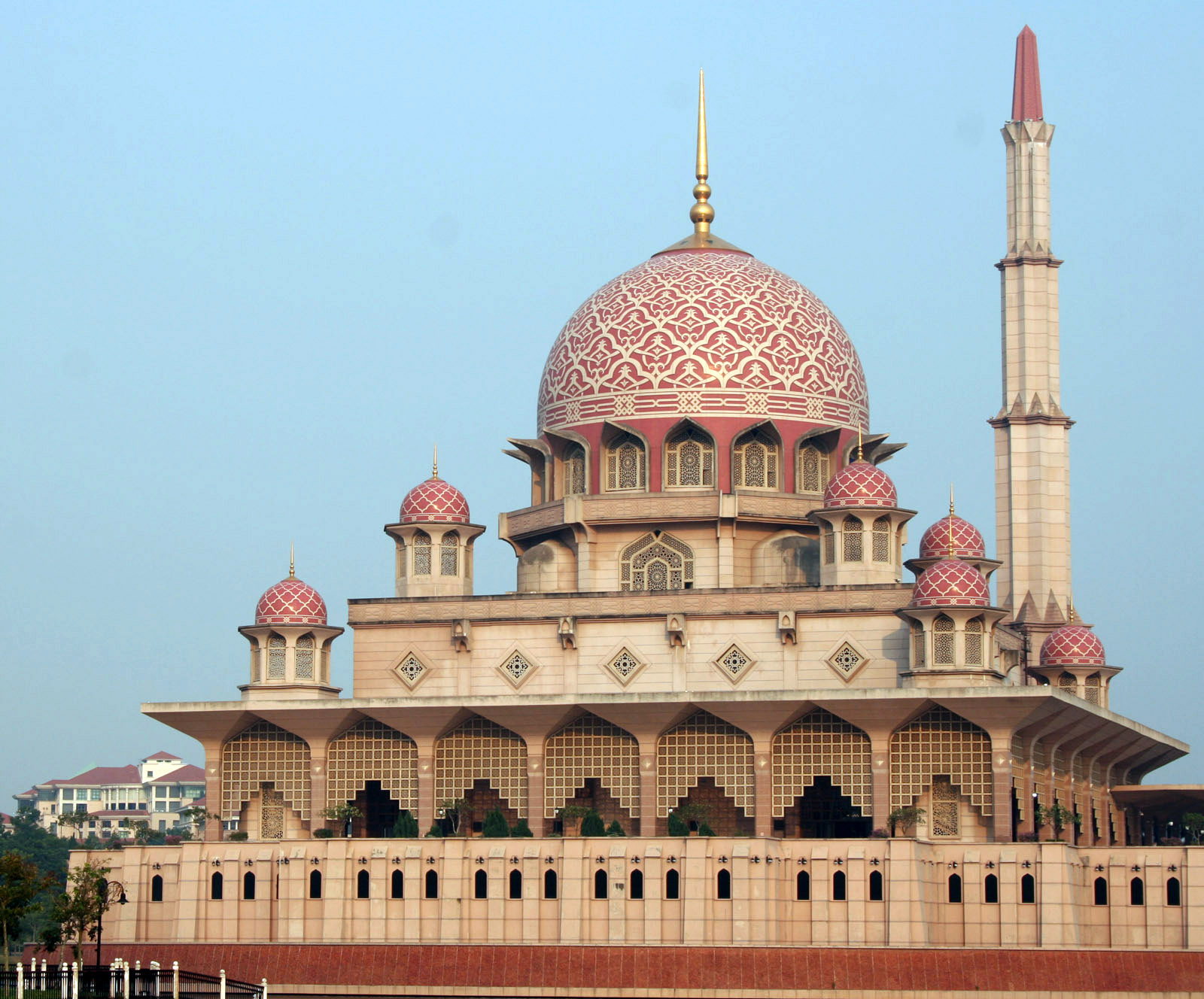
Masjid Putra

Putra-moskén, eller Masjid Putra på malajiska, är huvudmoskén i Putrajaya, Malaysia. Byggandet av moskén började 1997 och avslutades två år senare. Den är belägen invid Perdana Putra, där Malaysias premiärminister har sitt kontor.